# Сібонісо Гаха
Сібонісо Гаха (Гакса) афр. Siboniso Gaxa, * 6 квітня 1984, Дурбан, ПАР) — південноафриканський футболіст, правий захисник «Кайзер Чіфс» та збірної ПАР.

## Клубна кар'єра
Гаха вступив до Порт-Елізабетського університету, де був фарм-клуб Данського клубу «Копенгаген», проте до основної команди не потрапив. Тому 2002 року він перейшов до «Суперспорт Юнайтеда», де грав протягом 6 сезонів, а з 2008 року приєднався до «Мамелоді Сандаунз».

## Збірна
Дебютував 2005 року у відбірковому матчі на Чемпіонат світу з футболу 2006 проти збірної Кабо-Верде 4 червня 2005. Брав участь у Золотому кубку КОНКААФ 2005 року, а також у Кубку африканських націй 2008 року. 1 червня 2010 був включений у склад збірної на домашньому Чемпіонаті світу.